# Arthur’s Seat (Edinburgh)
Arthur’s Seat ist der 251 m hohe Hausberg der schottischen Hauptstadt Edinburgh.

## Lage
Arthur’s Seat steht ca. 1,5 km östlich des eigentlichen Stadtzentrums, ist jedoch vollständig vom Siedlungsgebiet der Stadt Edinburgh und ihrer Vororte umgeben. Er ist Teil des Holyrood Park mit dem königlichen Residenzschloss Holyrood Palace. Von seinem Gipfel bieten sich beeindruckende Blicke über ganz Edinburgh bis hin zur Brücke über den Firth of Forth, zu den Southern Uplands, dem Bezirk East Lothian und den südlichen Highlands.

## Geologie

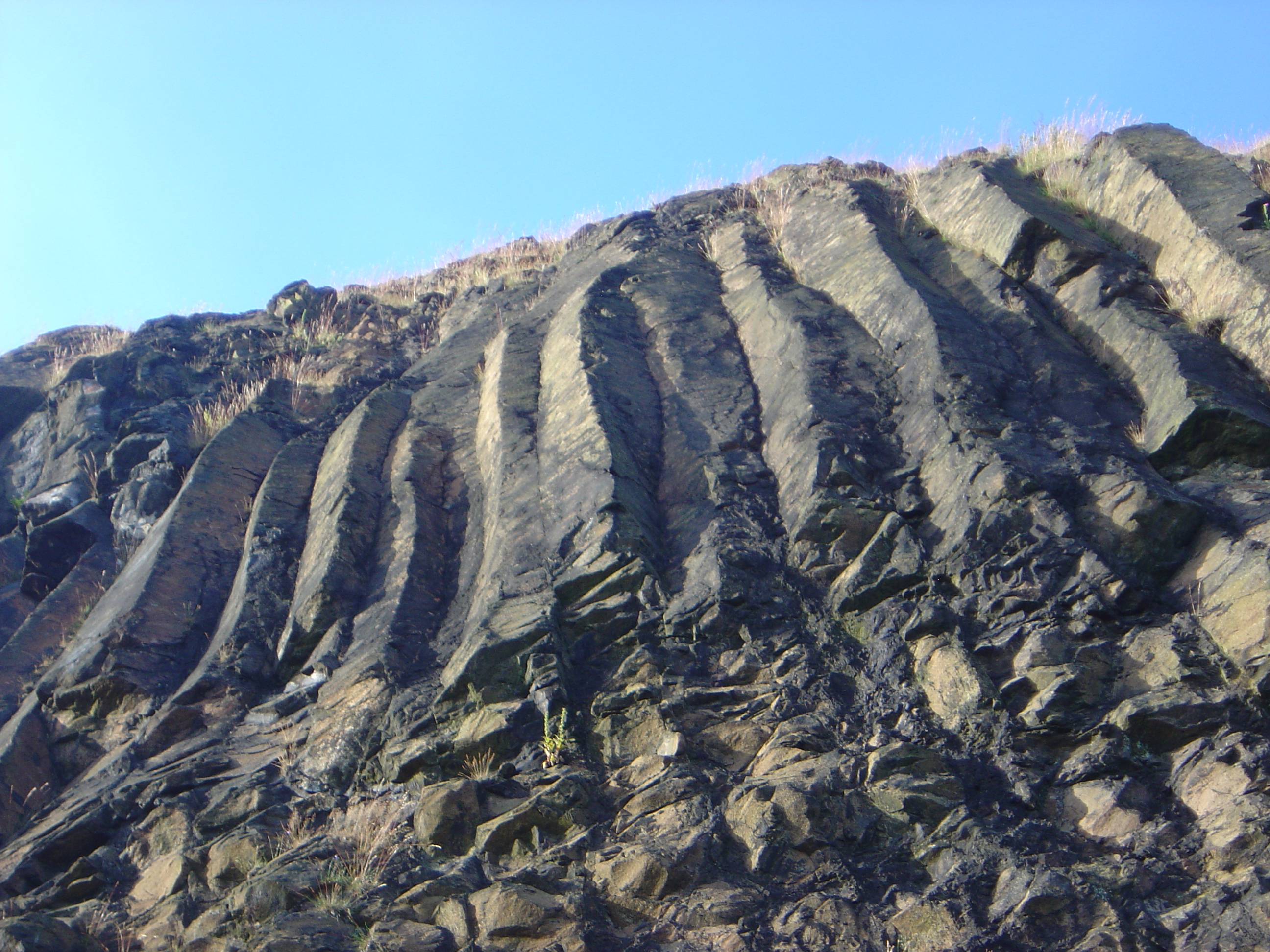
Samson’s Ribs am östlichen Rand von Arthur’s Seat

Arthur’s Seat ist vulkanischen Ursprungs. Er bildet, sehr ähnlich dem benachbarten Felsen, auf dem Edinburgh Castle thront, einen erstarrten Lavadom aus, der auf das Karbon-Zeitalter datiert wird. An einigen Stellen des Berges ist dies durch offenliegende Gesteinsschichtungen aus Basalt sichtbar, insbesondere an einer zur Stadt hin vorgelagerten Felsformation, den Salisbury Crags, und an den sogenannten Samson’s Ribs, den „Rippen des Samson“, auf der Ostseite des Berges – hier türmen sich teils meterhohe Basaltsäulen. Zwischen dem Gipfel von Arthur’s Seat und den Salisbury Crags verläuft ein kleines Tal, das durch einen Gletscher im Quartär rundgeschliffen wurde, so dass heute durch einen Teil der recht einfache Normalweg zum Gipfel von Arthur’s Seat verläuft. Daneben bestehen verschiedene, teils sehr anspruchsvolle Routen zum Gipfel, die umfangreiche Ausrüstung und Erfahrung voraussetzen.
Ein weiterer benachbarter Lavadom ist der ca. 30 km östlich gelegene North Berwick Law, der bei klarem Wetter vom Gipfel aus gut sichtbar ist.

## Namensgebung
Der Ursprung des Namens Arthur’s Seat kann nicht mehr mit Sicherheit geklärt werden. Es gab nie einen offiziellen gälischen Namen für den Berg, jedoch vermutete der Schriftsteller William Maitland, dass der Name eine Anglifizierung des gälischen Àrd-na-Said darstellt, was ungefähr mit „Gipfel der Pfeile“ übersetzt werden kann. Eine Deutung des Namens im Bezug auf den Berg findet sich jedoch nicht, ebenso wenig weitere Belege. Eine andere Variante des Historikers John Milne ist Àrd-thir Suidhe, was nach Umsortieren der nach gälischer Grammatik üblichen Wortstellungen zu „Ort auf hohem Grund“ übersetzt wird. Der Form des Berges nach würde dies mehr Sinn ergeben, weitere historische Quellen, die diese Deutung stützen, finden sich jedoch ebenfalls nicht.

## Kulturgeschichte
Arthur’s Seat gilt als bedeutender Ort der schottisch-gälischen Kulturgeschichte, die mehrere Jahrtausende zurückreicht. Ein Fund neueren Datums sind die 1836 gefundenen Miniatursärge von Arthur’s Seat.